# Stone Free (album)
Stone Free  jest wydaną pośmiertnie kompilacją utworów Jimiego Hendriksa, ukazała się w 1981 roku.

## Lista utworów
Autorem wszystkich utworów (chyba że zaznaczono inaczej) jest Jimi Hendrix.
| Nr  | Tytuł utworu                       | Długość |
| --- | ---------------------------------- | ------- |
| 1.  | „All Along the Watchtower” (Dylan) |         |
| 2.  | „Angel”                            |         |
| 3.  | „Are You Experienced?”             |         |
| 4.  | „Castles Made of Sand”             |         |
| 5.  | „Crosstown Traffic”                |         |
| 6.  | „Drifter’s Escape” (Dylan)         |         |
| 7.  | „Ezy Ryder”                        |         |
| 8.  | „Johnny B. Goode” (Berry)          |         |
| 9.  | „Little Wing”                      |         |
| 10. | „Long Hot Summer Night”            |         |
| 11. | „Red House”                        |         |
| 12. | „Stone Free”                       |         |

## Artyści nagrywający płytę
- Jimi Hendrix – gitara, śpiew, gitara basowa – 1
- Mitch Mitchell – perkusja
- Noel Redding – gitara basowa
- Buddy Miles – perkusja – 7
- Billy Cox – gitara basowa – 2, 6, 7, 8